# Rue Édouard-Quénu
La rue Édouard-Quénu est une voie située dans le quartier du Val-de-Grâce du 5e arrondissement de Paris.

## Situation et accès
Elle relie la rue Censier à la rue Broca (dont elle faisait partie jusqu'en 1938).
La rue Édouard-Quénu est desservie à proximité par la ligne 7 à la station Censier - Daubenton.

## Origine du nom
Elle porte le nom d'Édouard Quénu (1852-1933), un important chirurgien et membre de l'Institut.

## Historique
Cette rue est connue depuis le XIIe siècle sous de nombreux noms. Ancienne « rue de Lourcine » (et nombreuses déclinaisons du nom), elle fut également nommée « rue du Clos-Ganay », « rue de la Franchise », et « rue des Cordelières ».
En 1890, elle est intégrée à la rue Broca dont la portion au-delà de la rue Claude-Bernard est rebaptisée en 1938 « rue Édouard-Quénu ».
En 2017, la rue devient piétonne, à la suite d'une décision prise en 2015 dans le cadre du budget participatif. Cette piétonnisation s'inscrit dans le cadre plus large de celle du bas de la rue Mouffetard. Deux arbres seront plantés au débouché de la rue avec la place Georges-Moustaki.

## Bâtiments remarquables et lieux de mémoire
Nos 3 à 9 : emplacement de l’Hôtel-Dieu-des-Patriarches, fondé par Guillaume de Chanac, vers 1320. Il est le premier hôpital parisien accueillant les vénériens,.

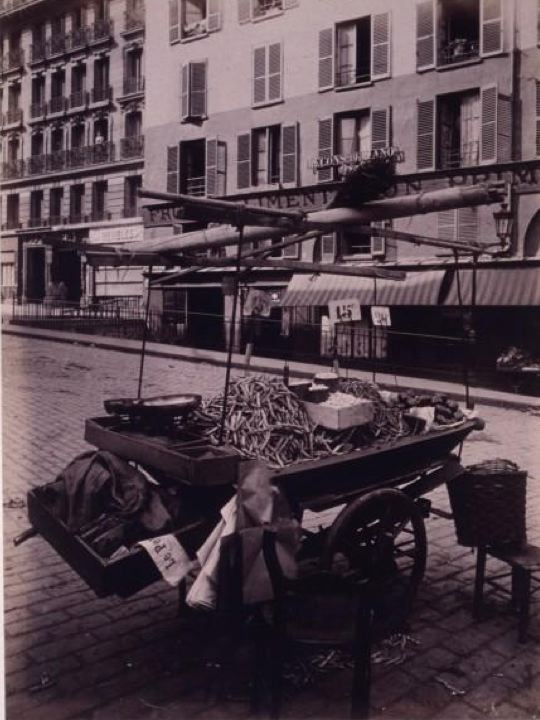
Vendeur de légumes dans la rue, 1910 (photographie d'Eugène Atget).
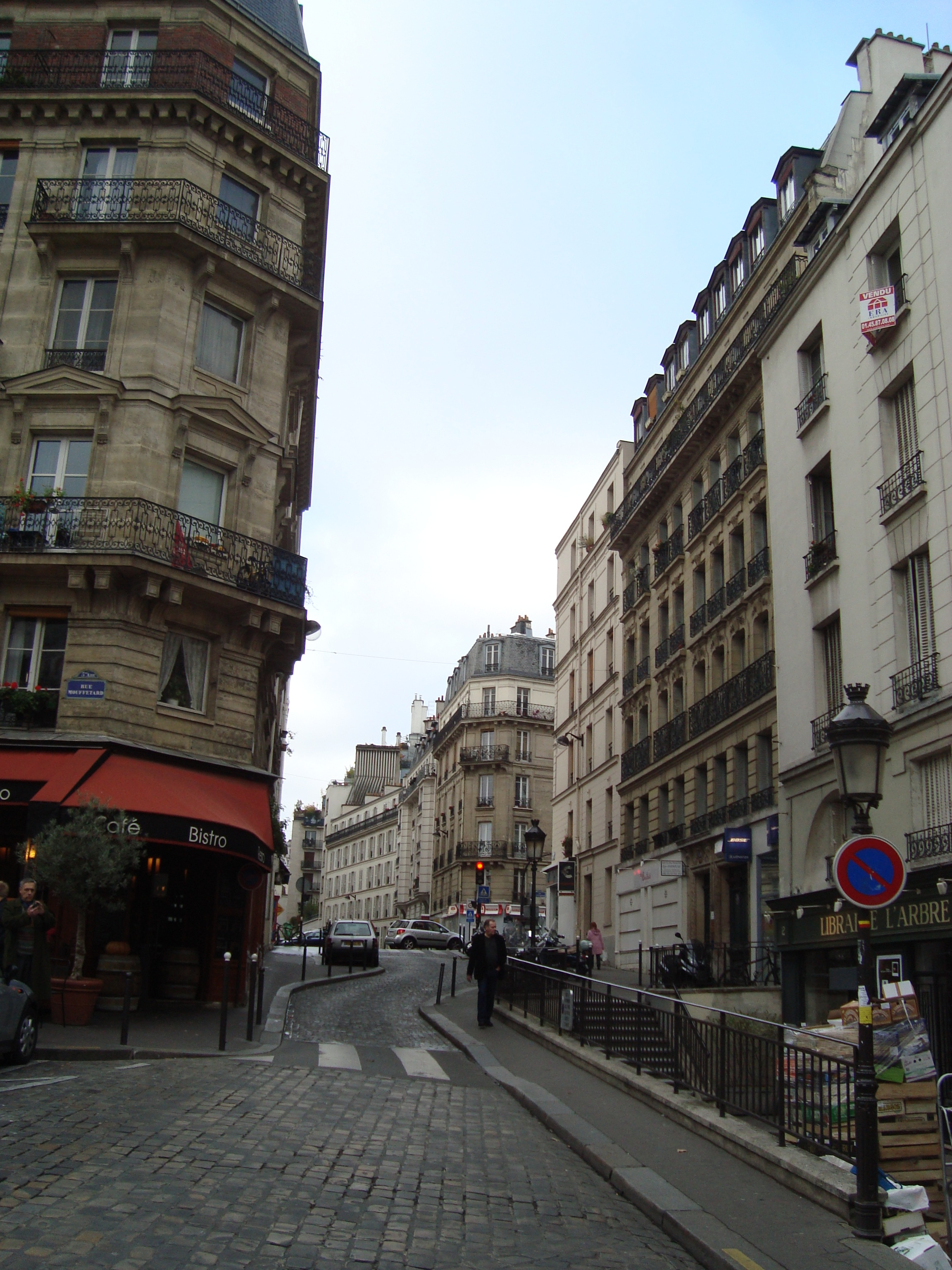
La rue vue depuis la rue de Bazeilles en 2009.
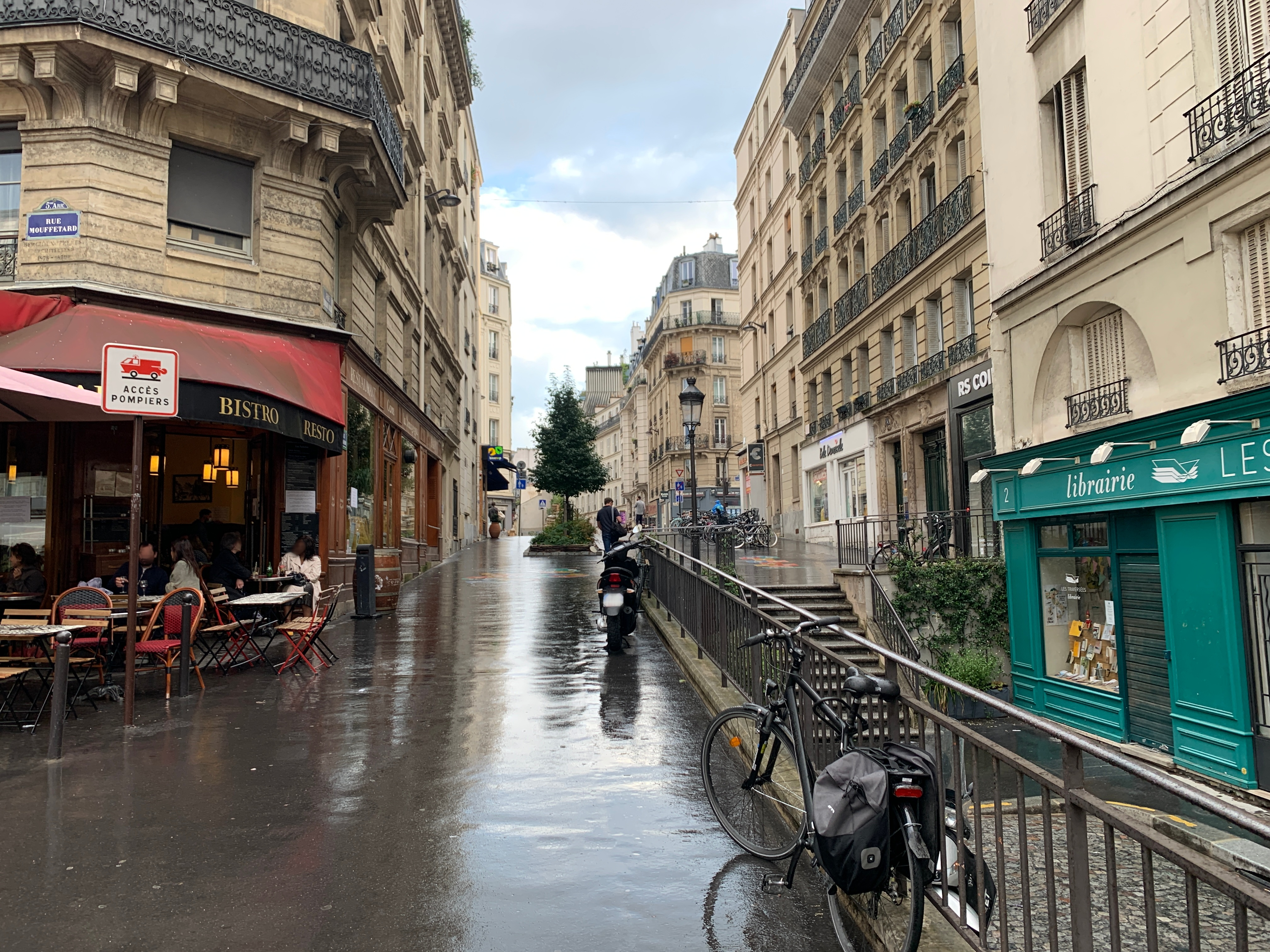
La rue en 2021 après sa piétonnisation.